# Bledius sinuatus
Bledius sinuatus är en skalbaggsart som beskrevs av Leconte 1877. Bledius sinuatus ingår i släktet Bledius och familjen kortvingar. Inga underarter finns listade i Catalogue of Life.